# Sintflut (Roman)
Sintflut (polnisch Potop) ist ein Historischer Roman des polnischen Schriftstellers Henryk Sienkiewicz aus dem Jahr 1886.

## Beschreibung
Das Buch ist der zweite Teil einer Trilogie, die aus den Werken Mit Feuer und Schwert (1884), diesem Roman und Herr Wołodyjowski (1888) besteht. Es thematisiert den Schwedisch-Polnischen Krieg zwischen 1655 und 1657. Im Jahr 1655 beginnt das schwedische Heer eine Invasion auf Polen und wird dabei von einem Teil des polnischen Adels unterstützt, der den König stürzen will. Zu denjenigen, die sich verzweifelt der Invasion entgegenstellen, zählt der leidenschaftliche Andrzej Kmicic, der auf dem Schlachtfeld bittere Erfahrungen sammeln muss, aber durch seine Liebe zu Olenka und zu seiner Heimat immer wieder neue Kraft gewinnt.

## Die wichtigsten Charaktere
Historische Figuren:
- Janusz Radziwiłł
- Bogusław Radziwiłł
- Paweł Jan Sapieha
- Johann II. Kasimir
- Stefan Czarniecki
- Jerzy Sebastian Lubomirski

Fiktionale Charaktere (einige basierend auf historischen Figuren):
- Andrzej Kmicic
- Michał Wołodyjowski
- Aleksandra Billewiczówna
- Jan Onufry Zagłoba
- Jan Skrzetuski
- Stanislaw Skrzetuski
- Soroka
- Roch Kowalski